# Citadel Miniatures
La Citadel Miniatures Limited è un produttore di miniature in metallo e plastica per giochi da tavolo, come Warhammer Fantasy Battle, Warhammer Age of Sigmar e Warhammer 40.000. Mentre in passato è stata una compagnia separata in collaborazione con la Games Workshop, ora è un marchio di miniature per essi. Nonostante le creazioni Citadel siano usate principalmente come modelli per giochi da tavolo e di ruolo, esse sono parte di un hobby a sé stante.

## Storia
La Citadel Miniatures è stata creata nel 1979 come parte della compagnia Games Workshop. La sua formazione fu annunciata su White Dwarf 11 nei primi mesi del 1979, con il seguente annuncio:
(Annuncio della creazione della Citadel Miniatures, White Dwarf 11, 1979)

## Materiali e costruzione
Le miniature tradizionali prodotte inizialmente erano in una lega di metallo bianco, contenente anche piombo, ma nel 1987 Citadel cominciò a produrle in plastica, lo "Psychostyrene" e la "Drastik Plastik" più resistenti e dure delle normali plastiche utilizzate dalla concorrenza in quel periodo, e imposero tecnica della pittura asciutta, visto che non si flettevano (e quindi il colore non si scrostava).  Nonostante la tecnologia della plastica sia migliorata notevolmente, tanto da renderla superiore in resistenza e dettagli ai materiali che l'hanno preceduta (), Citadel Miniatures continua a produrre miniature di metallo bianco, utilizzando la plastica per le produzioni più grosse e dispendiose. Per questo motivo molte truppe generiche all'interno dei giochi da tavolo che la Citadel produce sono in plastica, mentre truppe più rare o personaggi particolari sono ancora in metallo.  Alcuni modelli sono una combinazione dei due materiali, spesso quando una parte del modello deve essere riprodotta molte volte in modo identico, mentre alcuni dettagli vanno differenziati e prodotti in quantità più piccole su versioni differenti.
Nel 1997 Citadel passò ad una lega di metallo bianco senza piombo, a causa dei problemi da avvelenamento soprattutto nei bambini.
Molti modelli creati dalla Citadel richiedono una qualche forma di montaggio dopo l'acquisto. Con i modelli più piccoli (come gli Space Marine) questo generalmente significa incollare braccia, armi, zainetti e la base. Modelli più grandi, come ad esempio demoni, draghi o carri armati, possono essere in molti pezzi e necessitano di precise istruzioni di montaggio.

## Gamma di modelli prodotti
Dal 1979 al 1984 Citadel ha avuto una reciproca distribuzione e produzione con Ral Partha per poter scambiare e distribuire l'uno i prodotti dell'altro rispettivamente in Inghilterra e Nord America.
Citadel ha inoltre prodotto e distribuito miniature sotto altri nomi:
- Chronicle Miniatures: fu un concorrente comprato da Citadel e che continuò ad operare sotto tale nome per qualche tempo.
- Iron Claw Miniatures: erano una gamma di miniature disegnate, prodotte e distribuite da Citadel nel 1987 e nel 1988. Molti dei disegni furono poi incorporati nella gamma principale Citadel.
- Marauder Miniatures: era una compagnia separata creata da due scultori precedentemente appartenuti alla Games Workshop/Citadel (Ally and Trish Morrison) nel 1988 e promossa accanto alla Citadel Miniatures su White Dwarf. Le miniature erano prelevate e distribuite da Citadel, e la compagnia fu assorbita nel 1993.

Dopo anni, oltre a produrre le proprie miniature originali, Citadel cominciò a produrre miniature su licenza basate su personaggi di giochi, film, serie TV e libri. Fra di essi possiamo trovare personaggi di RuneQuest, Fighting Fantasy, Giudice Dredd, Doctor Who, Paranoia, Eternal Champion, (Advanced) Dungeons and Dragons, Traveller, Star Trek, Lone Wolf e Il Signore degli Anelli e Lo Hobbit. Games Workshop vinse la licenza per Il Signore degli Anelli, mettendoli in grado di produrne il gioco strategico da tavolo basato sui personaggi della trilogia ritratti nei film distribuiti dalla New Line Cinema, estendendosi poi ad altri personaggi basati su altri scritti di J. R. R. Tolkien.
Citadel Miniatures ha a volte prodotto miniature a tiratura limitata per alcuni modelli specifici od inusuali, come Thrud il Barbaro, Ian Livingstone, Space Marine ubriachi con vestiti natalizi e molti altri rappresentanti un nano dalla lunga barba bianca, logo della rivista White Dwarf:  1, 2.
Accanto alla gamma standard di miniature di soldati, la linea Citadel include macchine da guerra di ispirazione fantasy, come catapulte o carri e, da quando Warhammer 40,000 è stato pubblicato, la gamma fu estesa anche a veicoli futuristici, come quelli degli Space Marine.